# 313-я авиационная дивизия (США)
313-я авиационная дивизия — дивизия ВВС США. С 1955 года была в составе Тихоокеанских ВВС на авиабазе Кадена, Окинава. Она была деактивирована 1 октября 1991 года.

## История
Истоки подразделения начинаются с 313-го бомбардировочного крыла времен Второй мировой войны, входившего в состав 20-й воздушной армии. 313-е крыло участвовало в операциях Boeing B-29 Superfortress по бомбардировке Японии.

### Вторая мировая война
313-е бомбардировочное крыло было организовано в Петерсон Филд, штат Колорадо, весной 1944 года как очень тяжелое бомбардировочное крыло, которое должно было быть оснащено самолётами Boeing B-29 Superfortress. Оперативными группами, закрепленными за крылом, были 6-я и 9-я бомбардировочные группы. Обе были существующими подразделениями, а 6-я была переведена из 6-й воздушной армии в Карибском бассейне, где она выполняла противолодочные задачи и защищала Панамский канал с аэродромов в Панаме. 9-я группа была приписана к Учебному командованию ВВС США в Южной Флориде в рамках его школы прикладной тактики. Обе группы были переведены на базы в Небраске — на (армейский аэродром Гранд-Айленд и армейский аэродром Маккук) соответственно, где они первоначально тренировались на Boeing B-17 Flying Fortress, пока их самолёты B-29 не были доработаны и предоставлены им. Две другие бомбардировочные группы, 504-я и 505-я, были сформированы как новые подразделения (504-я на армейском аэродроме Фэрмонт, 505-я на армейском аэродроме Гарварда), которые также были направлены на базы в Небраске для обучения. После решения различных вопросов обучения, а также проблем с полученными B-29, боевые группы были готовы к развертыванию на Тихоокеанском театре военных действий и отправились в Норт-Филд на Северных Марианских островах, прибыв туда в конце декабря 1944 года.
На Тиниане крыло было передано XXI бомбардировочному командованию 20-й воздушной армии. Оказавшись на месте, группы 313-го «начали полеты, сначала против Иводзимы, островов Трук и других территорий, удерживаемых японцами. Позже они совершили ночные зажигательные налеты на малой высоте по площадным целям в Японии; участвовали в операциях по минированию в проливе Симоносеки и способствовали блокаде Японской империи, минируя гавани в Японии и Корее. В апреле 1945 года 313-я дивизия содействовала вторжению на Окинаву, бомбардировав японские аэродромы, использовавшиеся пилотами-камикадзе».
Пятая группа, 509-я смешанной авиагруппы, была приписана к крылу в мае 1945 года с армейского аэродрома Вендовер, штат Юта. 509-я, хотя и была приписана к 313-му бомбардировочному крылу, она оперативно контролировался штабом 20-й воздушной армии. 509-й группе был предоставлен базовый район рядом с аэродромом на северной оконечности Тиниана, в нескольких милях от основных объектов в центральной части острова, где были назначены другие группы. Кроме того, в отличие от других групп в крыле, 509-й использовал широкий спектр различных запутывающих кодов от XXI бомбардировочного командования вместо своих собственных, так что японцы не могли идентифицировать самолёты группы. 509-я также была автономной и мало получала ресурсов от 313-го крыла или других его групп.
В начале августа миссия 509-й группы была раскрыта, когда она совершила полеты с атомной бомбой в Хиросиму и Нагасаки. В ноябре 509-я группа была освобождена от назначения в 313-й бомбардировочный авиаполк и переведена на армейский аэродром Розуэлл, штат Нью-Мексико.
«После капитуляции Японии в августе подразделения 313-го бомбардировочного крыла сбрасывали продовольствие и припасы пленным союзникам и участвовали в демонстрационных полетах над Японией». * 505-я бомбардировочная группа: 23 декабря — 30 июня 1946 г. Послевоенное сокращение сил, две группы крыла, 504-я и 505-я, были выведены из строя в конце 1945 — начале 1946 года.
Другая группа, 383d, была переведена в 313-й бомбардировочный авиаполк из 8-й воздушной армии в сентябре 1945 года после того, как 8-я армия была сброшена на Окинаве. Планировалось, что 8-я воздушная армия станет второй стратегической воздушной армией, которая будет использоваться во время вторжения в Японию, которое так и не было реализовано. 383d была выведена из строя в декабре, её самолёты и персонал вернулись в Соединенные Штаты.

### Тихоокеанские ВВС
В марте 1946 года 313-я дивизия была переведена в 13-ю воздушную армию на Филиппинах. На Филиппинах это крыло было передано в состав 5-й бомбардировочной группы из 7-й воздушной армии, «где оно проводило обучение бомбардировкам, воздушную разведку, картографирование и строительные проекты». 5-я разведывательная группа провела множество тайных картографических миссий над недружественными районами Азии в послевоенное время. Само крыло начало выводиться из строя в конце 1947 года, 6-я и 9-я бомбардировочные группы были выведены из строя в июне 1947 года и, наконец, 5-я бомбардировочная группа в январе 1948 года. Само 313-е бомбардировочное крыло было выведено из строя в июне 1948 года.
В марте 1955 года организация была переименована в 313-ю воздушную дивизию ВВС США в составе 5-й воздушной армии Тихоокеанских военно-воздушные силы на авиабазе Кадена, Окинава. Задачей 313-й дивизии было командование и управление подразделениями ВВС США, приписанными к Окинаве.
На протяжении всех лет «Холодной войны» 313-я воздушная дивизия принимала на себя «ответственность за противовоздушную оборону островов Рюкю и тактические операции на Дальнем Востоке, поддерживая назначенные силы в максимально возможной степени боевой готовности. Кроме того, она поддерживала 5-ю воздушную армию в разработках, планировани и координации требований для будущих операций ВВС на островах Рюкю. Подразделение также поддерживало многочисленные учения PACAF, такие как Cope Thunder, Cope Diamond, Team Spirit и Cope North»
313-й дивизия была расформирована 1 октября 1991 г. в рамках общего сокращения сил ВВС США в Тихом океане после окончания холодной войны.

## Хронология и состав
- Создана как 313-е очень тяжелое бомбардировочное крыло 15 апреля 1944 г.

Активирована 23 апреля 1944 г.
Деактивирована 15 июня 1948 г.
- Переименована в 313-ю авиадивизию 3 января 1955 г.

Активирована 1 марта 1955 г.
Деактивирована 1 октября 1991 г.

### В составе
- 2-я воздушная армия[англ.], 23 апреля — 8 июня 1944 г.
- XXI бомбардировочное командование, 8 июня 1944 г. — 16 июля 1945 г.
- 20-я воздушная армия, 16 июля 1945 г. — 13 марта 1946 г.
- 30-я воздушная армия, 13 марта 1946 г. — 15 июня 1948 г.
- 5-я воздушная армия, 1 марта 1955 г. — 1 октября 1991 г.[1]

### Состав

#### Вторая мировая война
- 6-я бомбардировочная группа: 28 декабря 1944 г. — 1 июня 1947 г.
- 9-я бомбардировочная группа: 28 декабря 1944 г. — 9 июня 1947 г.
- 72-я группа воздушной службы: 28 декабря 1944 г. — 1 июня 1947 г.
- 77-я группа воздушной службы: 28 декабря 1944 г. — 9 июня 1947 г.
- 358-я группа воздушной службы: 23 декабря 1944 г. — 15 июня 1946 г.
- 359-я группа воздушной службы: 23 декабря — 30 июня 1946 г.
- 383d -я бомбардировочная группа[англ.]: 12 сентября — 19 декабря 1945 г.
- 390-я группа воздушной службы: 29 мая — ок. 17 октября 1945 г.
- 504-я бомбардировочная группа: 23 декабря 1944 г. — 15 июня 1946 г.
- 505-я бомбардировочная группа: 23 декабря — 30 июня 1946 г.[1]
- 509-я составная группа: 29 мая — ок. 17 октября 1945 г. (в составе 20-й воздушной армии)

#### Крылья
- 18-й истребительно-бомбардировочный авиаполк[англ.] (позже 18-й тактический истребительный авиаполк): прикреплен 1 марта 1955 г. — 1 февраля 1957 г., назначен 10 ноября 1958 г. — 1 октября 1991 г.
- 51-й истребительный авиаполк[англ.]: 1 марта 1955 г. — 31 мая 1971 г.
- 374-е тактическое авиакрыло[англ.]: 1 ноября 1968 г. — 31 мая 1971 г.[1]

#### Группы
- 5-я бомбардировочная группа[англ.] (позже 5-я разведывательная группа): 10 июня 1946 г. — 5 февраля 1947 г.; 15 марта 1947 г. — 10 января 1948 г.
- 581-я авиационная группа снабжения[англ.]: март 1955 г. — 1 сентября 1956 г.[1]
- 1962d-я Группа связи: 1 октября 90 г. — 1 октября 91 г.[2]

#### Эскадрильи
- 5-я разведывательная эскадрилья[англ.]: 15 июня 1946 г. — 3 февраля 1947 г.
- 24-я боевая картографическая эскадрилья[англ.]: 1 апреля — 15 июня 1946 г.
- 38-я разведывательная эскадрилья[англ.]: 15 марта — 20 апреля 1947 г.
- 322-я авианосная эскадрилья[англ.]: 18 сентября 1956 г. — 12 февраля 1957 г.[1]
- 623-я эскадрилья управления и предупреждения о самолетах[англ.]: 15 марта 1955 г. — 17 июля 1960 г.

#### Базы
- Петерсон Филд, Колорадо, 23 апреля — 5 ноября 1944 г.
- Норт-Филд[англ.], Тиниан, Марианские острова, 24 декабря 1944 г. — 17 февраля 1946 г.
- Кларк Филд (позже авиабаза Кларк[англ.]), Лусон, Филиппины, 17 февраля 1946 г. — 15 июня 1948 г.
- Авиабаза Кадена, Окинава, 1 марта 1955 г. — 1 октября 1991 г.[1]

## Награды
- Награда за выдающееся подразделение ВВС[англ.]
- 5 гроздей дубовых листьев

### Комментарии
1. ↑  Принята 15 июля 1957.
2. ↑  Снимок сделан после строительства аэродрома, вид с севера на юг. Массивное Северное поле было домом для 313-го бомбардировочного крыла и находится на переднем плане. 313-е крыло состояло из 4 бомбардировочных групп B-29 Superfortress, позже к ним добавилась 509-я составная группа, которая провела атомные бомбардировки Японии в августе 1945 года.
3. ↑  Самолет Lockheed C-130E Hercules, серийный номер 63-7825, сделан в 1970 году.